# グラビテーション (漫画)
『グラビテーション』（GRAVITATION）は、『きみとぼく』で連載されていた村上真紀の漫画作品。また、それを原作としたドラマCD、OVA、テレビアニメ作品。

## 概要
第1部はコミックス全12巻で完結。その後、第2部として「グラビテーションEX」がwebコミック雑誌『スピカ』にて連載されている、ハイテンションギャグ漫画。本作品は『FAKE』と並んでアメリカ合衆国で発売された最初の日本のボーイズラブ漫画である。
本タイトルであるGravitationとは、重力、引力を意味する英単語であり、作中では、主人公・新堂愁一がヴォーカルを務める「BAD LUCK」の持つ「人を引き寄せる不思議な力」のことを社長の瀬口冬馬は"Gravitation"と名付けている。

## ストーリー
主人公の新堂愁一は「BAD LUCK」のヴォーカリスト。愁一は夜の公園で、超美形人気小説家の由貴瑛里と運命的な出会いをする。由貴に一目ぼれした愁一の猛烈なアタックの末に、愁一は由貴から「恋人にしてやる」と告げられる。しかし由貴には暗く衝撃的な過去があり、その過去にまつわる忘れられない人物がいた。少年時代に負った深い心の傷により、複雑に歪んだ由貴の人格。愁一の一途な想いは由貴に届くのか。そしてBAD LUCKとして、ヴォーカリストとして、愁一はどう成長していくのだろうか。ハイテンション・デンジャラスラブストーリーである。

## 登場人物
新堂愁一（しんどう しゅういち）
声 - 関智一（1997年のドラマCDは矢部雅史）
4月16日生まれ、A型
本作の主人公。「BAD LUCK」のヴォーカルで、筋金入りのお調子者。瑛里が好きで、竜一に憧れている。高校時代から「NITTLE GRASPER」を目指し、浩司と2人で「BAD LUCK」を結成。EXでは竜一に告白もされている。仕事中重傷を負い、その後幽体離脱したが、瑛里によってもとの体に戻ることができた。
由貴瑛里 / 上杉瑛里（ゆき えいり / うえすぎ えいり）
声 - 井上和彦 / 少年：宮田幸季
2月23日生まれ、AB型
人気小説家。前者はペンネーム、後者は本名。
特に女性層に支持されているラブストーリー作家であり、（噂では）女性関係は派手。少年時代はアメリカで生活していた。その後、だんだん新堂愁一に惹かれる。その後愁一を一番に思い、無断で連れ去ったKを殴ろうとした。そしてずっと考えた結果、北沢の代わりは愁一でも愁一の代わりは誰もいないと愁一に告げる。そしてこれが愛するという意味だということを初めて知ることになる。EXでは北沢の子供が轢かれそうになるところを助け、自分の両目をほとんど見えなくする。
中野浩司（なかの ひろし）
声 - 松本保典
8月4日生まれ、B型
愁一のクラスメイトで「BAD LUCK」のギタリスト。通称ヒロ。将来は医者を目指している秀才。綾加のことを好きになる。
瀬口冬馬（せぐち とうま）
声 - 折笠愛
11月20日生まれ、B型
3年前に解散した「NITTLE GRASPER」のリーダーで、キーボードを担当し、天才の名をほしいままにしていた。解散した後、自らレーベルを設立し、プロデューサー業に専念。現在はN-Gプロダクションの社長で、カリスマプロデューサー。GRASPER再結成によりアーティストも兼業。瑛里の過去を知る数少ない人物であり、彼を何よりも大切に思っている。
佐久間竜一（さくま りゅういち）
声 - 山口勝平
4月1日生まれ、B型
「NITTLE GRASPER」の天才ヴォーカルで、解散後はアメリカで俳優としてソロデビュー。別名・世界の佐久間竜一。ぬいぐるみのくまごろうとはいつも一緒、子供っぽい性格。マイクを持つと人格が変わる。EXでは愁一に告白。また、人格が分離した。
K（ケー）
声 - 置鮎龍太郎
8月21日生まれ、B型
本名、クロード・K・ウインチェスター。竜一のマネージャーであったが、日本に帰国した後は「BAD LUCK」のマネージャーになる。ハリウッドスター「ジュディ・ウインチェスター」の夫でありマイケルの父親。
坂野（さかの）
声 - 子安武人
9月19日生まれ、A型
「BAD LUCK」のプロデューサーであり、Kが「BAD LUCK」のマネージャーになる前はマネージャーもしていた。
藤崎順（ふじさき すぐる）
声 - 瀧本富士子
7月6日生まれ、A型
「BAD LUCK」のキーボーディストで、シンセサイザーを担当。冬馬のイトコで、16歳。「BAD LUCK」に加入し、アレンジも担当する。天才的アレンジセンスの持ち主。
上杉樹把（うえすぎ たつは）
声 - 石川英郎
12月21日生まれ、AB型
瑛里の弟。16歳にして僧侶。目や髪の色以外は瑛里と瓜二つで、声まで同じ。瑛里との兄弟仲は良好。彼にとっても竜一は神に等しい存在で、本人に会いたがっている。
相沢滝（あいざわ たき）
声 - 三木眞一郎
瀬口冬馬プロデュースの「ASK」のメンバーで、「BAD LUCK」の先輩。「BAD LUCK」（特に愁一）のことが気に入らない。
瀬口美華（せぐち みか）
声 - 鶴ひろみ
瑛里の姉で、冬馬の妻。
宇佐美綾加（うさみ　あやか）
声 - 田中理恵
瑛里のフィアンセで、ヒロの思い人。京都にある「龍眼寺」の一人娘。
北沢有希（きたざわ ゆき）
声 - 伊崎寿克
少年時代の瑛里に、深い傷を与えた人物。弟は良希（よしき、声：斎賀みつき）。
鵜飼典子（うかい のりこ）
声 - 池澤春菜 / OVA：天野由梨
8月5日生まれ、O型
3年前に解散した「NITTLE GRASPER」のメンバー。藤崎が加入するまで、BAD LUCKのサポートメンバーとしてキーボードを担当する。
新堂真衣子（しんどう まいこ）
声 - 水谷優子
新堂愁一の妹。
マイケル
Kとジュディの息子。最初はなかなか家に帰ってこない父親を嫌っていたが、真衣子の手によって父親が大好きになる。

## OVA
1999年発売。全2巻。
スタッフ
- 脚本 - 川崎ヒロユキ
- 絵コンテ - ワタナベシンイチ
- 演出 - 桜新一、粟井重紀
- キャラクターデザイン・総作画監督 - 飯島弘也
- サウンドプロデューサー - 浅倉大介
- 美術監督 - 片平真司
- 撮影監督 - 沖田英一
- 録音演出 - 渡辺淳
- プロデューサー - 知久正弘、頼経康史、菊池晃一、増島由美子
- アニメーション制作 - プラム
- 制作 - アニメイトフィルム
- 製作・著作 - ソニー・マガジンズ、ムービック、SPE・ビジュアルワークス

主題歌
オープニングテーマ「Blind Game again」
作詞・作曲・編曲 - Mad Soldiers / 歌 - BAD LUCK
エンディングテーマ「Smashing Blue」
作詞・作曲・編曲 - Mad Soldiers / 歌 - BAD LUCK
挿入歌
「Spicy Marmalade」
作詞・作曲・編曲 - Mad Soldiers / 歌 - BAD LUCK
「in the moonlight」
作詞・作曲・編曲 - Mad Soldiers / 歌 - BAD LUCK
「Shining Collection」
作詞 - Iceman / 作曲・編曲 - 浅倉大介 / 歌 - Iceman

## テレビアニメ
2000年10月4日から2001年1月10日までWOWOWで放送された。2007年7月から10月にTOKYO MXで再放送もされた。全13話。オープニングアニメーションの冒頭には「Sony Magazines Inc. and SME Visual Works Inc. PRESENT」のクレジットが表記される。1999年のOVAはまだセル画によるアナログ制作であったが、本作品のテレビアニメ化（レギュラー化）にあたり、2000年当時地上波のテレビアニメではまだほとんど採用されていなかったデジタルペイントで制作された。キャラクターデザインはOVAのままで変更なしだが、画質と色調がOVA時と異なる。ただし、一部OVAと異なる設定があり、最初の出会うシーンの場所がOVA・住宅街の道路→アニメ・公園の道に変更などがある。

### スタッフ
- 原作 - 村上真紀
- 監督 - ボブ白旗
- シリーズ構成 - 横手美智子
- キャラクターデザイン - 下笠美穂
- アイテムデザイン - ほそまかつまさ
- 美術監督 - 坂本信人
- 色彩設計 - 松本真司
- 編集 - 松村正宏
- サウンドプロデュース - 浅倉大介
- 録音演出 - 宇井孝司、塩屋翼
- 音楽監督 - 児玉隆
- プロデューサー - 知久正弘、増島由美子
- 制作プロデューサー - 石井義光
- アニメーション制作 - スタジオディーン
- 製作 - ソニー・マガジンズ、SME・ビジュアルワークス

### 主題歌
オープニングテーマ「SUPER DRIVE」
作詞・歌 - サカノウエヨースケ / 作曲 - サカノウエヨースケ・浅倉大介 / 編曲 - 浅倉大介（アンティノスレコード）
エンディングテーマ「Glaring Dream」
作詞・作曲・編曲 - Mad Soldiers / 歌 - コタニキンヤ（アンティノスレコード）

### 挿入歌
「THE RAGE BEAT」（第1 - 5・7・8・12・13話）
作詞・作曲・編曲 - Mad Soldiers / 歌 - コタニキンヤ（アンティノスレコード）
「Sleepless beauty」（第2・3・5・8・13話）
作詞 - 井上秋緒 / 作曲・編曲 - 浅倉大介 / 歌 - K.ITO+D.K（アンティノスレコード）
「anti nostalgic」（第3話）
作詞・作曲・編曲 - Mad Soldiers / 歌 - コタニキンヤ（アンティノスレコード）
「Blind Game again」（第9話）
作詞・作曲・編曲 - Mad Soldiers / 歌 - コタニキンヤ（アンティノスレコード）
「憂鬱なSeven days」（第11話）
作詞・作曲・編曲 - Mad Soldiers / 歌 - コタニキンヤ（アンティノスレコード）

### 各話リスト
| 話数     | サブタイトル      | 脚本       | 絵コンテ     | 演出              | 作画監督         | 放送日         |
| -------- | ----------------- | ---------- | ------------ | ----------------- | ---------------- | -------------- |
| Track-1  | Gravitation       | 横手美智子 | ボブ白旗     | 鈴木芳成          | 宮崎なぎさ       | 2000年 10月4日 |
| Track-2  | Live in soul      | 面出明美   | 松下ユキヒロ | 松下ユキヒロ      | 工藤裕加         | 10月11日       |
| Track-3  | Stray heart       | 横手美智子 | 西村純二     | 吉田俊司          | 杉山東夜美       | 10月18日       |
| Track-4  | Wave Shock        | 面出明美   | 佐山聖子     | 佐山聖子          | 竹田逸子         | 10月25日       |
| Track-5  | Winding road      | 池田眞美子 | 寺東克巳     | 柳瀬雄之          | 宮崎なぎさ       | 11月1日        |
| Track-6  | Shady scheme      | 横手美智子 | 篠原俊哉     | 鈴木芳成          | 工藤裕加         | 11月8日        |
| Track-7  | Ground zero       | 横手美智子 | 松下ユキヒロ | 松下ユキヒロ      | 杉山東夜美       | 11月15日       |
| Track-8  | Song and song     | 面出明美   | 佐山聖子     | 林有紀            | 佐々木敏子       | 11月22日       |
| Track-9  | The deepest brain | 池田眞美子 | 西村純二     | 吉田俊司          | なかじまちゅうじ | 11月29日       |
| Track-10 | Heads or tails    | 池田眞美子 | 寺東克巳     | 柳瀬雄之          | 工藤裕加         | 12月6日        |
| Track-11 | Secret day        | 面出明美   | 篠原俊哉     | 鈴木芳成          | 杉山東夜美       | 12月13日       |
| Track-12 | Breathless        | 横手美智子 | 篠原俊哉     | 林有紀            | 佐々木敏子       | 12月20日       |
| Track-13 | Got it all        | 横手美智子 | ボブ白旗     | 柳瀬雄之 ボブ白旗 | 工藤裕加         | 2001年 1月10日 |

| WOWOW 水曜18:30枠 | WOWOW 水曜18:30枠 | WOWOW 水曜18:30枠 |
| 前番組            | 番組名            | 次番組            |
| ----------------- | ----------------- | ----------------- |
| HAND MAID メイ    | グラビテーション  | 破壊魔定光        |

## 関連商品

### コミックス
- グラビテーション 1 - 11巻（きみとぼくコミックス）
- グラビテーション 全12巻（幻冬舎コミックス）
- グラビテーション スペシャル版 全6巻
- グラビテーション EX (1)-(2)

### その他書籍
- グラビテーション完全攻略ファンブック
- グラビテーション完全攻略ファンブック 2
- グラビテーションTVアニメファンブック
- グラビテーション・ザ・ノベル
- 小説 グラビテーション〜voice the temptation〜
- 小説グラビテーションRED（『グラビテーション・ザ・ノベル』新装版）
- 小説グラビテーションBLUE（『小説 グラビテーション〜voice the temptation〜』新装版）

### ドラマCD
- グラビテーション 1997年3月20日発売
- グラビテーションII 1997年9月20日発売
- グラビテーション Sound Story 2001年7月4日発売
- グラビテーション Sound StoryII 2001年12月5日発売
- グラビテーション Sound StoryIII 2002年8月7日発売
- グラビテーション ドラマCD Vol.1 2004年1月28日発売
- グラビテーション ドラマCD Vol.2 2004年3月24日発売
- グラビテーション ドラマCD Vol.3 2004年5月19日発売

### ミュージックCD
- Spicy Marmalade/BAD LUCK ＜シングルCD＞ 1999年7月23日発売
- グラビテーション オリジナル・サウンドトラック 1999年9月22日発売
- グラビテーション TV-tracks 2000年12月20日発売
- This is GRAVITATION Vol.1 2015年02月11日発売
- This is GRAVITATION Vol.2 2015年05月13日発売
- This is GRAVITATION Vol.3 2015年08月12日発売

### ビデオ
- グラビテーション Vol.1 ＜OVA＞ 1999年7月23日発売
- グラビテーション Vol.2 ＜OVA＞ 1999年9月22日発売

### DVD
- グラビテーション ＜OVA廉価版＞ 2001年12月19日発売
- GRAVITATION TV SERIES VOL.1 2003年6月25日発売
- GRAVITATION TV SERIES VOL.2 2003年6月25日発売
- GRAVITATION TV SERIES VOL.3 2003年6月25日発売
- GRAVITATION TV SERIES VOL.4 2003年6月25日発売